# شهرستان شی (شانشی)
شهرستان شی (به انگلیسی: Qi County) یک شهرستان در چین است که در جینجونگ واقع شده‌است. شهرستان شی ۸۵۴ کیلومتر مربع مساحت و ۲۶۵٬۳۱۰ نفر جمعیت دارد.